# Gonodonta amianta
Gonodonta amianta är en fjärilsart som beskrevs av George Francis Hampson 1924. Gonodonta amianta ingår i släktet Gonodonta och familjen nattflyn. Inga underarter finns listade i Catalogue of Life.